# Гапонов, Сергей Иванович
Серге́й Ива́нович Гапо́нов (8 августа 1907 — дата смерти неизвестна) — сотрудник органов государственной безопасности. Участник массовых репрессий в годы «Большого террора». Осуждён за нарушения социалистической законности, не реабилитирован.

## Биография
Родился 9 августа 1908 года[когда?]

 в городе Енакиево Бахмутского уезда Екатеринославской губернии. Русский. Воспитывался в семье профессиональных революционеров. Его родители были подпольщиками. Образование среднее. В начале 1920-х годов беспризорник, затем учащийся школы фабрично-заводского ученичества и рабочий в Днепропетровске.
Подростком был вовлечен в агентурную сеть ОГПУ, а затем, позже, переведён на «гласную работу». С 1924 года — сексот ОГПУ. В Рабоче-крестьянская Красная армии с декабря 1927 года. На «гласной работе» в органах ВЧК — ОГПУ — НКВД с 1929 года, в Днепропетровском окружном отделе — оперативном секторе ГПУ Украинской ССР. С 1932 года — оперуполномоченный Днепропетровского областного отдела ГПУ — НКВД. С 1935 года в аппарате Секретно-политического отдела Управления государственной безопасности НКВД Украинской ССР, лейтенант государственной безопасности. 
С 1937 года — начальник отделения Секретно-политического отдела, помощник начальника Секретно-политического отдела в Управлении НКВД по Винницкой и Каменец-Подольской областям. С 1938 года в 1-м отделении Секретно-политического отдела Управления государственной безопасности НКВД Украинской ССР. Исполняющий обязанности начальника Управления НКВД по Одесской области (1938). Начальник 2-го (бывшего 4-го отдела) отдела Управления государственной безопасности НКВД по Одесской области. Уволен из НКВД 19 апреля 1939 года за нарушения законности. Впоследствии работал начальником телефонной станции в Одессе.
Член ВКП(б) в 1932—1940 годах.
16 января 1941 года за нарушения законности арестован в Таганроге, эвакуирован в Западную Сибирь. Освобождён 14 марта 1942 года решением Управления НКВД по Новосибирской области, считался конспиративным агентом. Восстановлен в ВКП(б) в 1942 году. 17 декабря 1942 года оправдательный приговор был отменен, повторно арестован в феврале 1943 года. 26 апреля 1943 года осужден военным трибуналом ВНКВД ЗСО на 10 лет исправительно-трудовых лагерей с заменой на отправку в действующую армию. Вместо этого был освобождён и использовался в качестве спецагента Управления НКГБ по Новосибирской обл.
В августе 1944 года направлен в действующую армию. 9 августа 1944 года, за отличия в боях 5 августа 1944 года у польского города Августов, рядовой стрелок приданной 1111-му стрелковому полку 330-й стрелковой дивизии 50-й армии 2-го Белорусского фронта 1-й стрелковой роты 38-го отдельного штрафного батальона Сергей Иванович Гапонов был представлен командованием роты и батальона к награждению орденом Красной Звезды, которым был награждён 16 августа 1944 года.
В 1950-е годах на хозяйственной работе в Киеве.

## Звания
- Лейтенант госбезопасности (1938)[2];
- Капитан технической службы (1946)[6].

## Награды
- За годы службы в органах госбезопасности дважды награждался боевым оружием;
- Знак «Почётный работник ВЧК-ОГПУ (XV)» (1938);
- Орден Красной Звезды (1944)[2].

## Семья
- Отец — Иван Григорьевич, большевик с 1903 года, В 1911 году осуждён Временным военным судом в Новочеркасске за разбойное нападение.
- Мать — Лидия Вениаминовна — член партии с 1905 года[1].